# Kotarō
Kotarō (jap. こたろう, コタロウ) lub Kōtarō (jap. こうたろう, コウタロウ) – męskie imiona japońskie.

## Możliwa pisownia
Znaki użyte do zapisania „tarō” (太郎) znaczą „duży, syn”. Może to być także samodzielne imię, które przeważnie otrzymuje najstarszy chłopiec. Do zapisania „ko” używa się różnych znaków, o różnym znaczeniu (np. 小 „mały”, 鼓 „bęben”), a do zapisania „kō” używa się np. 光 „światło”, 幸 „szczęście”, 浩 „wielki”.

## Znane osoby
o imieniu Kotarō
- Kotarō Fūma (小太郎), ninja w służbie klanu Hōjō; przywódca klanu Fūma
- Kotarō Suzuki (鼓太郎), japoński wrestler
- Kotarō Sakurai (小太郎), japoński architekt
- Kotarō Maki (小太郎), japoński scenograf i projektant kostiumów

o imieniu Kōtarō
- Kōtarō Honda (光太郎), japoński naukowiec i wynalazca
- Kōtarō Matsushima (孝太郎), japoński rugbysta
- Kōtarō Nakagawa (幸太郎), japoński kompozytor i aranżer
- Kōtarō Sakurai (孝太郎), japoński kierowca wyścigowy
- Kōtarō Satomi (浩太朗), japoński aktor
- Kōtarō Takamura (光太郎), japoński poeta i rzeźbiarz
- Kōtarō Yanagi (浩太郎), japoński aktor

## Fikcyjne postacie
o imieniu Kotarō
- Kotarō Inugami (小太郎), bohater serii Mahō Sensei Negima!
- Kotarō Mochizuki (コタロウ), bohater light novel, anime i mangi Bracia Czarnej Krwi
- Kotarō Shirai (虎太郎), postać z serialu tokusatsu Kamen Rider Blade

o imieniu Kōtarō
- Kōtarō Bokuto (光太郎), jeden z bohaterów mangi i anime Haikyū!!
- Kōtarō Kobayashi (虎太郎), jeden z głównych bohaterów mangi i anime Angelic Layer
- Kōtarō Minami (光太郎), główny bohater seriali Kamen Rider BLACK i Kamen Rider BLACK RX
- Kōtarō Nogami (幸太郎), jeden z głównych bohaterów serii Kamen Rider